# Ukraine Open
Die Ukraine Open sind offene internationalen Meisterschaften der Ukraine im Badminton. Sie fanden erstmals 2022 in Kiew statt. Bereits seit 2008 werden in der Ukraine jährlich die Ukraine International (vormals Kharkiv International) ausgetragen.

## Die Sieger
| Saison    | Herreneinzel      | Dameneinzel       | Herrendoppel              | Damendoppel                    | Mixed                          |
| --------- | ----------------- | ----------------- | ------------------------- | ------------------------------ | ------------------------------ |
| 2022      | Christo Popov     | Aliye Demirbağ    | Chia Wei Jie Low Hang Yee | Stine Küspert Emma Moszczynski | Jones Ralfy Jansen Linda Efler |
| 2023 2024 | nicht ausgetragen | nicht ausgetragen | nicht ausgetragen         | nicht ausgetragen              | nicht ausgetragen              |